# طعم شیرین تاریکی
طعم شیرین تاریکی (به انگلیسی: Sweet Taste of Darkness) یک فیلم کوتاه به نویسندگی و کارگردانی میترا رئیس‌محمدی است. این فیلم برندهٔ جایزهٔ ویژهٔ بالای ۱۸ سال از سومین دوره جشنواره بین‌المللی جوانان استون فلاور روسیه و جایزهٔ سوم از سومین دورهٔ جشنوارهٔ فیلم کوتاه بینگول ترکیه شده‌است.

## محتوا
این فیلم داستان پسربچه‌ای هفت‌ساله را روایت می‌کند که با شخصیت بتمن هم‌ذات‌پنداری کرده و دوستانش را تشویق به انجام اعمال پرخطر می‌کند. این فیلم همچنین روایتی است از زندگی مادر او که از زندگی خسته و بیزار است.

## بازیگران
- مهتاب ثروتی
- مهسا باقری
- رهام حیدرعلی
- ارمیا خندان

## جوایز و افتخارات
طعم شیرین تاریکی در سومین دورهٔ جشنوارهٔ بین‌المللی جوانان استون فلاور روسیه جایزهٔ ویژهٔ بالای ۱۸ سال حامی مالی جشنواره را کسب کرده‌است و در سومین دوره از جشنوارهٔ فیلم کوتاه بینگول ترکیه نیز موفق به کسب جایزهٔ سوم شده‌است.
این فیلم همچنین به بخش رقابتی مسابقهٔ هشتمین دوره جشنواره بین‌المللی فیلم کودک و نوجوان شارجه ۲۰۲۱ در امارات متحده عربی، بخش غیررقابتی جشنواره بین‌المللی فیلم کودک گوروی سئول در کره جنوبی، بخش دوم پانورامای جشنواره بین‌المللی فیلم کوتاه دوستی در استانبول ترکیه و بیست و ششمین جشنواره فیلم کودک مکزیک راه یافت و به نمایش درآمد.